# Árpád

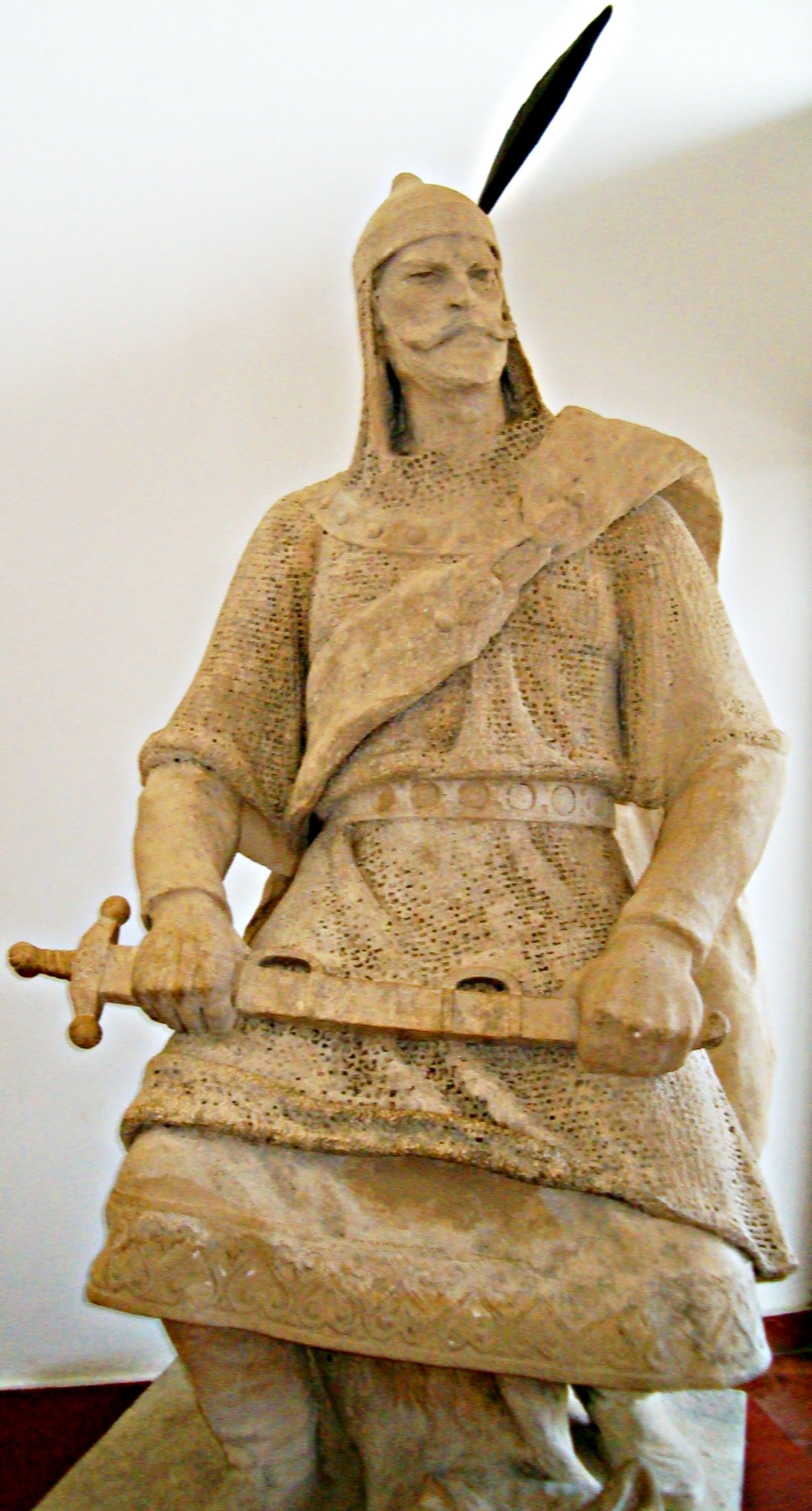
Árpád

Árpád, född cirka 850, död 907, var Ungerns första ledare.  Han var den troliga ledaren för ungrargrenen, och grundaren av Árpáddynastin. Árpád var son till Álmos. Han var ledaren för Ungern från år 886 till sin död 907.

## Barn
1. Tarhos (Tarkacsu)
2. Üllő (Jeleg)
3. Jutas (Jutocsa)
4. Zolta (Zaltasz) - det yngsta av barnen.